# Ford Explorer
O Explorer é um utilitário esportivo fabricado pela Ford Motor Company desde 1990 em Chicago, Illinois, EUA.
O Explorer e o modelo Edge não compartilham plataformas.
Nos anos 90 foi vendida no Brasil e fez grande sucesso, juntamente com a Cherokee.
O Explorer envolveu-se numa polêmica, após uma série de acidentes fatais por causa de capotamento com os modelos equipados com pneus Firestone. Existe versão para viaturas norte-americanas.

## Galeria
- Primeira geração (1991-1994)
- Segunda geração (1995-2003)
- Terceira geração (2002-2005)
- Quarta geração (2006-2010)
- Quinta geração (2011-2018)
- Sexta geração (2019-presente)